# سيرانو دي برجراك (مسرحية)

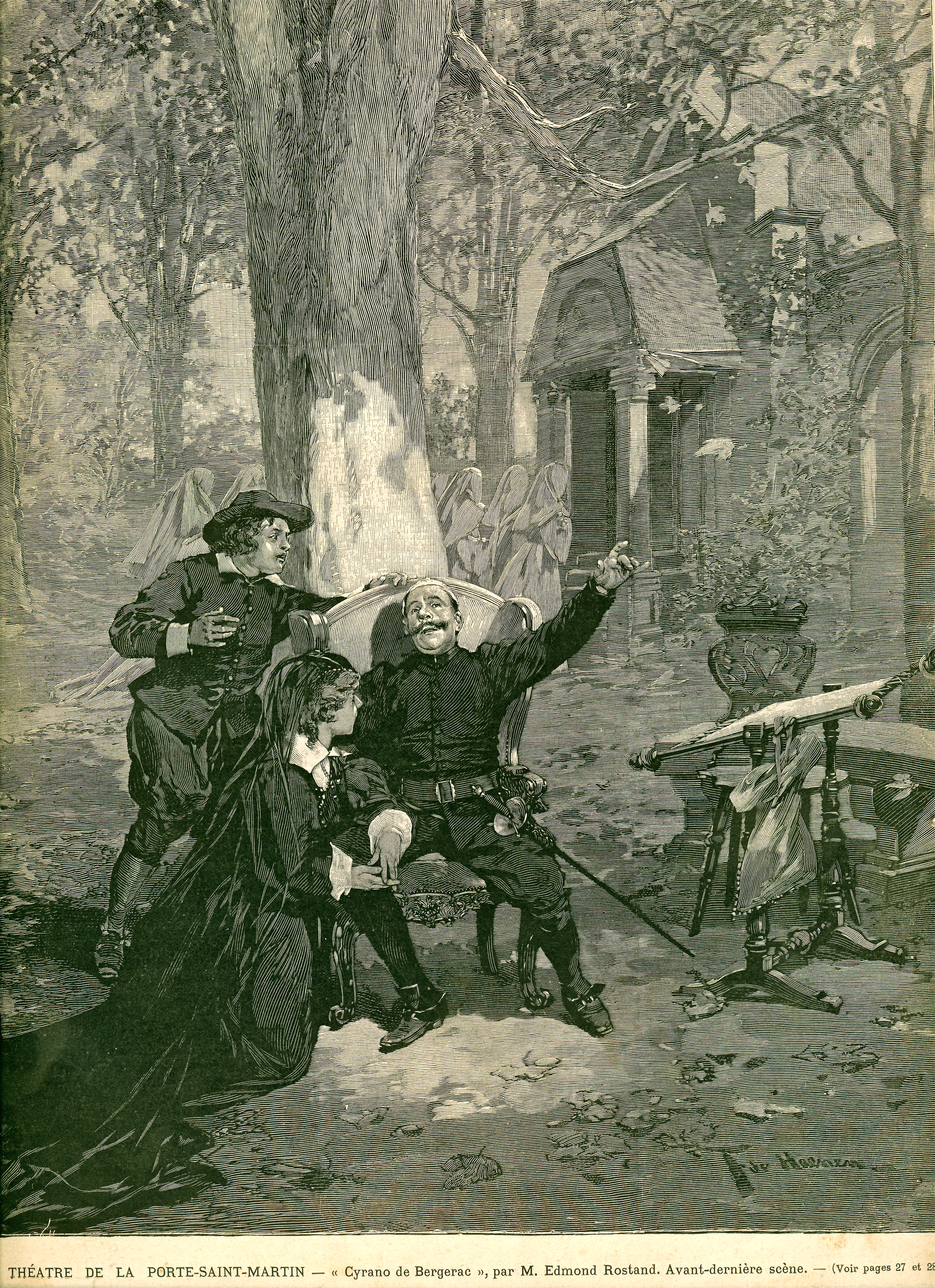
المشهد الأخير من المسرحية

مسرحية سيرانو دي برجراك للشاعر الفرنسي الشهير إدموند روستان ترجمها للعربية الأديب والكاتب المصري مصطفى لطفي المنفلوطي.

## سيرة حياته
سيرانو دي برجراك شخصية حقيقية على خلاف ما هو شائع وقد ولد عام 1619 وتوفي في عام 1655 وقيل بأنه كان فارسا ً مغوارا ً لا يشق له غبار . وكانت عقدة حياته دمامته وكبر حجم أنفه وكان جنديا في فصيلة شبان الحرس من الجيش الفرنسي، إلا أن أنفه سبب شقائه لأنه وقف عقبة بينه وبين غرامه، وكان الآخرون يسخرون منه، وهو لا يطيق ذلك فكان النزاع بينهم لا ينتهي إلا بمبارزة يخرج منها منتصرا ولكن كثير الخصوم والأعداء... مما أدى لمصرعه مقتولا ً بخشبة سقطت على رأسه .. وهناك روايات تقول إن موته نتيجة لمرض الزهري.

## المسرحية في الأدب العربي
رواية سيرانو دي برجراك التي ترجمها مصطفى لطفي المنفلوطي من روائع الأدب العالمي والعربي معًا، فإن مصطفى لطفي المنفلوطي لم يترجم فقط، بل قام بالتعريب وحولها لعمل أدبي مهم.
وألف المنفلوطي كتاب خاص بذلك متبوع بعمل رواية سبيل التاج.

## لمحة عن المسرحية
بطلة المسرحية هي روكسان ابنة عم سيرانو دي برجراك وهي فتاة شريفة متعلمة وافرة الفضل والذكاء عالية الهمة مولعة بالشعر والأدب، وكان لا يعجبها من الكلام إلا ذلك النوع الذي يسمّونه بالصناعة اللفظية، كانت تعيش عيشا رغدا بفضل ثروة ورثتها عن أبويها.
وكن ابطال المسرحية «كريستيان دي نوفييت» نبيل من نبلاء الريف وفد إلى باريس ليلتحق بفرقة الحرس من الجيش الفرنسي كما كانت عادة الأشراف في ذلك العهد وهي الفرقة التي كان يعمل فيها سيرانو، وكان فتى جميل الصورة شريف النفس طيب القلب إلا أنه كان أقرب إلى البلادة منه إلى الذكاء، فوقع نظره على روكسان في حانة فأحبها واحبته وقد ساعده سيرانو دي برجراك في حبها له بحيت كان يكتب الرسائل الغرامية ويعلمه الخوض في البلاغة ولباقة الكلام فكان في نظرها جامعا لكل الصفات من حسن وذكاء وفصاحة ولكن الحقيقة أن سيرانو هو من ضحی بنفسه في سبيل سعادتها بفعلته هذه

## الشخصيات
سيرانو: بطل الرواية و فارسها البشع! فارس شجاع لا يعيبه إلا بشاعة أنفهِ و ضخامته. ما يجعل أعداءهُ قادرين على السخرية منه بسهوله وذلك ما يستفز سيرانو. مغرمُ بابنة عمّهِ روكسان.
روكسان: ابنة عم سيرانو الفاتنة، لا يعيبها شيء سوى تكلّفها في الحديث و صياغة الجمل التركيبية و التشبيهات.
كريستيان: نبيل من النبلاء في فرقة الحرس التي يعمل فيها سيرانو. يحب روكسان لكنه بليد في الكلام،وعندما صرحت روكسان بحبها له لسيرانو وهو يعلم أنه لا يملك من المميرزات سوی جماله ساعده للظفر بقلبها والفوز بحبها .